# Vărbitsa (ort)
Vărbitsa (bulgariska: Върбица) är en ort i Bulgarien.   Den ligger i kommunen Obsjtina Vărbitsa och regionen Sjumen, i den östra delen av landet, 270 km öster om huvudstaden Sofia. Vărbitsa ligger 279 meter över havet och antalet invånare är 3 803.